# حمد بن محمد الشرقي
الشيخ حمد بن محمد الشرقي ، حاكم إمارة الفجيرة منذ عام 1974 وعضو المجلس الأعلى للاتحاد الأعلى لحكام الإمارات. ولد في إمارة الفجيرة وأنهى دراساته الأولى فيها، ثم سافر إلى المملكة المتحدة ليكمل دراسته في عام 1967، والتحق بأكاديمية اللغة الإنجليزية وتفوق فيها ومن ثم تابع دراسته في معهد (هندن) للشرطة حيث تخرج ليتابع علومه في كلية منس العسكرية وعاد إلى الوطن عام 1971 ليساند أباه في الحكم حيث كان يشغل منصب ولي عهد الإمارة.
وبعد قيام الاتحاد شغل منصب وزير الزراعة والمياه والثروة السمكية. وفي عام 1974 توفي والده الشيخ محمد بن حمد بن عبد الله الشرقي ليتولّى حكم إمارة الفجيرة خلفاً له وكان عمره لا يتجاوز 25 عاماً، وأصبحت في عهده من الأماكن السياحية المهمة التي يتجه إليها السياح.

## مولده ونسبه
من مواليد إمارة الفجيرة 22 فبراير (شباط) 1949
والده الشيخ محمد بن حمد الشرقي وجده هو محمد بن يعرب بن أحمد بن سلطان من زعماء اليعاربة. نسبه يرجع إلى مالك بن فهد الزهراني الأزدي ، والشرقيين هم من المساكرة الأسود بن عمران بن عمرو بن عامر (ماء السماء) بن حارثة بن امرئ القيس بن ثعلبة بن مازن بن الأزد، ومن بطونهم من ينتسب إلى سليمة.

## أبناؤه
متزوج من الشيخة فاطمة بنت ثاني بن جمعة آل مكتوم وله من الأبناء:
- الشيخة سارة بنت حمد بن محمد الشرقي
- الشيخ محمد بن حمد بن محمد الشرقي. (ولي عهد إمارة الفجيرة) متزوج من الشيخة لطيفة بنت محمد بن راشد بن سعيد آل مكتوم
- الشيخ راشد بن حمد بن محمد الشرقي. (رئيس هيئة الفجيرة للثقافة والإعلام)
- الشيخة شمسة بنت حمد بن محمد الشرقي . (متخرجه من جامعة زايد للطالبات)
- الشيخة مدية بنت حمد بن محمد الشرقي
- الشيخ مكتوم بن حمد بن محمد الشرقي. متخرج من أكاديمية ساندهيرست العسكرية الملكية